# Diecéze atenijská
Diecéze Atenia je titulární diecéze římskokatolické církve.

## Historie
Atenia, identifikovatelná s Kirili v dnešním Turecku, je starobylé biskupské sídlo, nacházející se v římské provincii Pisidia. Byla součástí Konstantinopolského patriarchátu a sufragánnou arcidiecéze Antiochie v Pisidii. 
Sídlo je zmíněno Michelem Lequienem v Oriens Christianus a není znám žádný biskup této diecéze.
Dnes je využívána jako titulární biskupské sídlo; v současnosti je bez titulárního biskupa.

## Seznam titulárních biskupů
- 1950–1953 Patrick Joseph McCormick
- 1954–1965 James Patrick Carroll
- 1966–1969 Petr Seiiči Širajanagi
- 1974–1989 Gauthier Pierre Georges Antoine Dubois, O.F.M.Cap.